# Premi al millor BL del Saló del Manga de Barcelona
El premi al millor BL del Saló del Manga de Barcelona és un guardó anual concedit per Ficomic durant el Saló de Manga de Barcelona que té per objectiu premiar el millor manga de l'any de gènere BL (abreviació de Boys' Love, conegut també per "yaoi") publicat a l'estat espanyol. El premi es va concedir per primera vegada el 2021, al 27 Manga Barcelona.
El premi no té dotació econòmica i s'atorga per votació popular mitjançant la pàgina web de Ficomic, en la qual tothom hi pot emetre un vot. El sistema de votació funciona a dues voltes, amb una primera votació de la qual resulta elegida una llista de nominats. A la segona votació es determina el guanyador per votació popular.

## Palmarès
| Any                                    | Títol                    | Autor               | Editorial |
| -------------------------------------- | ------------------------ | ------------------- | --------- |
| 2021                                   |                          |                     |           |
| Akamatsu y Seven: macarras in love     | Hiromasa Okujima, Shoowa | Tomodomo            |           |
| Boy meets Maria                        | Peyo                     | Milky Way Ediciones |           |
| Given                                  | Natsuki Kizu             | Milki Way Ediciones |           |
| 2022                                   |                          |                     |           |
| Megumi y Tsugumi                       | Mitsuru Si               | Arechi Manga        |           |
| One Room Angel                         | Harada                   | Norma               |           |
| Rumspringa, The scene of my Rumspringa | Kaya Azuma               | Ediciones Fujur     |           |
| 2023                                   |                          |                     |           |
| Given                                  | Natsuki Kizu             | Milky Way           |           |
| La canción del amanecer                | Ichika Yuno              | Arechi Manga        |           |
| Sasaki y Miyano                        | Shô Harusono             | Panini Manga        |           |
| 2024                                   |                          |                     |           |
| Pájaro que trina no vuela              | Kou Yoneda               | Tomodomo            |           |
| La canción del amanecer                | Ichika Yuno              | Arechi Manga        |           |
| Sasaki y Miyano                        | Shō Harusono             | Panini Manga        |           |